# ノーム・ピケルニー
ノーム・ピケルニー（Noam Pikelny、1981年2月27日 - ）はグラミー賞受賞のバンジョー弾き。パンチブラザーズのメンバーで、過去にはレフトオーバー・サーモンやthe John Cowan Bandに在籍。

## 歴史
2002年から2004年までレフトオーバー・サーモンに所属。その後2004年から2006年まではthe John Cowan Bandに所属。 2006年パンチブラザーズ結成。ニッケル・クリークのクリス・シーリはストリング・カルテットの結成を計画していたが、 バンドの方向性については、フィドル弾きにゲイブ・ウィッチャーを加えること以外は見定めていなかった。シーリ、ウィッチャー、ピケルニー、そしてベース弾きのグレッグ・ギャリソン、ギター弾きのクリス・エルドリッジとのジャムセッションの後、シーリはバンドを結成することを決意する。バンドは当初アルバムのタイトル" How to Grow a Woman from the Ground"にちなんで"The How to Grow a Band"と呼ばれた。 2007年にニッケル・クリークのFarewellツアーで何回か共演した後、バンド名を"Tensions Mountain Boys"に変更、そしてそののち"パンチブラザーズ"に再び変更（バンド名はマーク・トウェインの短編に由来する）。パンチブラザーズは1stアルバム"Punch"をNonesuch Recordsから2008年2月26日にリリース。
ピケルニーの出身はイリノイ州スコーキー。現在はニューヨーク州ブルックリンに在住。

## 受賞歴
ピケルニーは2010年のスティーブ・マーティン・プライズをバンジョー部門で受賞。 2010年11月5日、Late Show with David Lettermanに出演し、"Dueling Banjos"のコメディ・バージョンを披露。その後、スティーブ・マーティンやパンチブラザーズと共に演奏した。 ピケルニーが2011年にリリースしたアルバム、"Beat the Devil and Carry a Rail"は2013年のグラミー賞でベスト・ブルーグラス・アルバムにノミネートされた。
2014年 IBMA(International Bluegrass Music Awards)にて、ベスト・バンジョー・オブ・イヤーに選ばれる。また、同年、"Noam Pikelny Plays Kenny Baker Plays Bill Monroe."ベスト・アルバム・オブ・イヤーに輝いた。

## ディスコグラフィー

### Solo recordings
| In the Maze                                      | - Release date: July 20, 2004 - Label: Compass Records    | — | —  |
| Beat the Devil and Carry a Rail                  | - Release date: October 25, 2011 - Label: Compass Records | 3 | 27 |
| Noam Pikelny Plays Kenny Baker Plays Bill Monroe | - Release date: October 1, 2013 - Label: Compass Records  | 2 | 21 |
| "—" denotes releases that did not chart          |                                                           |   |    |

### レフトオーバー・サーモン
| Year | Title           | Label     |
| ---- | --------------- | --------- |
| 2002 | Live            | Compass   |
| 2004 | Leftover Salmon | Compendia |

### パンチブラザーズ
| Year | Title                               | Label      |
| ---- | ----------------------------------- | ---------- |
| 2006 | How to Grow a Woman from the Ground | Sugar Hill |
| 2008 | Punch                               | Nonesuch   |
| 2010 | Antifogmatic                        | Nonesuch   |
| 2012 | Who's Feeling Young Now?            | Nonesuch   |
| 2015 | The Phosphorescent Blues            | Nonesuch   |